# Dorothy Macmillan
Lady Dorothy Evelyn Macmillan, nata Cavendish (28 luglio 1900 – West Sussex, 21 maggio 1966), è stata una socialite inglese, consorte del Primo ministro del Regno Unito Harold Macmillan dal 1957 al 1963.

## Biografia
Dorothy Cavendish fu la figlia di Victor Cavendish, IX duca di Devonshire e sua moglie Evelyn FitzMaurice. Trascorse i primi otto anni della sua vita nella residenza di Holker Hall (all'epoca situata nel Lancashire, mentre dal 1974 fa parte della contea di Cumbria) e nel castello di Lismore, in Irlanda. All'età di otto anni, quando suo padre ereditò il ducato di Devonshire, assunse il titolo di Lady Dorothy e si trasferì con la famiglia a Chatsworth House, nel Derbyshire, e nelle altre residenze ducali da loro possedute, ricevendo lezioni private di francese, tedesco, equitazione e golf. A partire dai sedici anni visse invece a Ottawa, nella residenza di Rideau Hall, essendo stato il padre nominato governatore generale del Canada.
Nel 1920 sposò l'editore e politico conservatore Harold Macmillan, che aveva fatto parte dello staff di suo padre in Canada. Il loro sontuoso matrimonio, celebrato il 21 aprile nella chiesa di Santa Margherita a Westminster, vide la partecipazione di membri della famiglia reale, aristocratici e figure letterarie di spicco.
Lady Dorothy fu una moglie rispettosa e diligente, tuttavia intrattenne per lungo tempo una relazione extraconiugale con il politico conservatore Robert Boothby, rimanendo comunque assieme al marito fino alla sua morte, avvenuta per un attacco di cuore nella tenuta della famiglia Macmillan a Birch Grove, West Sussex, nel 1966. L'ex primo ministro, nominato conte di Stockton nel 1984, le sopravvisse per vent'anni.

## Vita privata
Harold e Dorothy Macmillan ebbero quattro figli:
- Maurice Macmillan, visconte Macmillan di Ovenden (1921–1984), politico conservatore ed editore. Coniugato con Katharine Margaret Alice Ormsby-Gore, figlia del IV barone Harlech, la coppia ebbe cinque figli, tra i quali Alexander Macmillan, II conte di Stockton;
- Lady Caroline Macmillan (1923-2016). Maritata con Julian Faber, la coppia ebbe cinque figli;
- Lady Catherine Macmillan (1926-1991). Coniugata con il politico conservatore Julian Amery, barone Amery di Lustleigh, la coppia ebbe quattro figli;
- Sarah Macmillan (1930-1970). Sposatasi nel 1953 con Andrew Heath, la coppia adottò due figli, poiché, avendo lei subito un aborto nel 1951, non poté avere altri figli.[4][5] Ebbe una vita infelice, morendo a soli 40 anni per problemi legati all'alcolismo.

Nel 1929 Lady Dorothy iniziò una relazione clandestina con il politico conservatore Robert Boothby, fatto che scandalizzò l'alta società ma rimase sconosciuto al grande pubblico. L'avvocato Philip Frere esortò Macmillan a non divorziare dalla moglie, poiché ciò avrebbe compromesso enormemente la sua carriera politica. Lo stress causato dal tradimento della moglie potrebbe aver contribuito all'esaurimento nervoso subito da Macmillan nel 1931. Inoltre, pare che tale umiliazione sia stata una delle principali cause del comportamento strano e ribelle da lui tenuto negli anni '30, rendendolo, nei decenni successivi, un politico più duro e spietato rispetto ai suoi rivali e compagni di partito Anthony Eden e Rab Butler.

## Nella cultura di massa
Dorothy Macmillan è stata interpretata dall'attrice Sylvestra Le Touzel nella seconda stagione della serie televisiva The Crown.

## Ascendenza
|                                                     |                                                       |                                                        | Genitori                                       |  |  | Nonni |  |  | Bisnonni                                     |  |  | Trisnonni             |  |
|                                                     |                                                       |                                                        |                                                |  |  |       |  |  | 8. William Cavendish, VII duca di Devonshire |  |  | 16. William Cavendish |  |
|                                                     |                                                       |                                                        |                                                |  |  |       |  |  | 8. William Cavendish, VII duca di Devonshire |  |  | 16. William Cavendish |  |
|                                                     |                                                       | 17. Charlotte Boyle                                    |                                                |  |  |       |  |  | 8. William Cavendish, VII duca di Devonshire |  |  |                       |  |
| 4. Edward Cavendish                                 |                                                       |                                                        |                                                |  |  |       |  |  | 8. William Cavendish, VII duca di Devonshire |  |  |                       |  |
|                                                     |                                                       | 9. Blanche Howard                                      | 18. George Howard, VI conte di Carlisle        |  |  |       |  |  |                                              |  |  |                       |  |
|                                                     |                                                       | 9. Blanche Howard                                      | 18. George Howard, VI conte di Carlisle        |  |  |       |  |  |                                              |  |  |                       |  |
|                                                     |                                                       | 9. Blanche Howard                                      | 19. Georgiana Cavendish                        |  |  |       |  |  |                                              |  |  |                       |  |
| 2. Victor Cavendish, IX duca di Devonshire          |                                                       | 9. Blanche Howard                                      |                                                |  |  |       |  |  |                                              |  |  |                       |  |
|                                                     |                                                       | 10. William Lascelles                                  | 20. Henry Lascelles, II conte di Harewood      |  |  |       |  |  |                                              |  |  |                       |  |
|                                                     |                                                       | 10. William Lascelles                                  | 20. Henry Lascelles, II conte di Harewood      |  |  |       |  |  |                                              |  |  |                       |  |
|                                                     |                                                       | 10. William Lascelles                                  | 21. Henrietta Sebright                         |  |  |       |  |  |                                              |  |  |                       |  |
| 5. Emma Lascelles                                   |                                                       | 10. William Lascelles                                  |                                                |  |  |       |  |  |                                              |  |  |                       |  |
|                                                     |                                                       | 11. Caroline Georgiana Howard                          | 22. George Howard, VI conte di Carlisle (= 18) |  |  |       |  |  |                                              |  |  |                       |  |
|                                                     |                                                       | 11. Caroline Georgiana Howard                          | 22. George Howard, VI conte di Carlisle (= 18) |  |  |       |  |  |                                              |  |  |                       |  |
|                                                     |                                                       | 11. Caroline Georgiana Howard                          | 23. Georgiana Cavendish (= 19)                 |  |  |       |  |  |                                              |  |  |                       |  |
| 1. Dorothy Cavendish                                |                                                       | 11. Caroline Georgiana Howard                          |                                                |  |  |       |  |  |                                              |  |  |                       |  |
|                                                     | 12. Henry Petty-FitzMaurice, IV marchese di Lansdowne | 24. Henry Petty-Fitzmaurice, III marchese di Lansdowne |                                                |  |  |       |  |  |                                              |  |  |                       |  |
|                                                     | 12. Henry Petty-FitzMaurice, IV marchese di Lansdowne | 24. Henry Petty-Fitzmaurice, III marchese di Lansdowne |                                                |  |  |       |  |  |                                              |  |  |                       |  |
|                                                     | 12. Henry Petty-FitzMaurice, IV marchese di Lansdowne | 25. Louisa Fox-Strangways                              |                                                |  |  |       |  |  |                                              |  |  |                       |  |
| 6. Henry Petty-Fitzmaurice, V marchese di Lansdowne | 12. Henry Petty-FitzMaurice, IV marchese di Lansdowne |                                                        |                                                |  |  |       |  |  |                                              |  |  |                       |  |
|                                                     |                                                       | 13. Emily Petty-FitzMaurice, marchesa di Lansdowne     | 26. Charles Joseph, conte de Flahaut           |  |  |       |  |  |                                              |  |  |                       |  |
|                                                     |                                                       | 13. Emily Petty-FitzMaurice, marchesa di Lansdowne     | 26. Charles Joseph, conte de Flahaut           |  |  |       |  |  |                                              |  |  |                       |  |
|                                                     |                                                       | 13. Emily Petty-FitzMaurice, marchesa di Lansdowne     | 27. Margaret Mercer Elphinstone                |  |  |       |  |  |                                              |  |  |                       |  |
| 3. Evelyn FitzMaurice                               |                                                       | 13. Emily Petty-FitzMaurice, marchesa di Lansdowne     |                                                |  |  |       |  |  |                                              |  |  |                       |  |
|                                                     |                                                       | 14. James Hamilton, I duca di Abercorn                 | 28. James Hamilton, visconte Hamilton          |  |  |       |  |  |                                              |  |  |                       |  |
|                                                     |                                                       | 14. James Hamilton, I duca di Abercorn                 | 28. James Hamilton, visconte Hamilton          |  |  |       |  |  |                                              |  |  |                       |  |
|                                                     |                                                       | 14. James Hamilton, I duca di Abercorn                 | 29. Harriet Douglas                            |  |  |       |  |  |                                              |  |  |                       |  |
| 7. Maud Hamilton                                    |                                                       | 14. James Hamilton, I duca di Abercorn                 |                                                |  |  |       |  |  |                                              |  |  |                       |  |
|                                                     |                                                       | 15. Louisa Jane Russell                                | 30. John Russell, VI duca di Bedford           |  |  |       |  |  |                                              |  |  |                       |  |
|                                                     |                                                       | 15. Louisa Jane Russell                                | 30. John Russell, VI duca di Bedford           |  |  |       |  |  |                                              |  |  |                       |  |
|                                                     |                                                       | 15. Louisa Jane Russell                                | 31. Georgiana Gordon                           |  |  |       |  |  |                                              |  |  |                       |  |
|                                                     |                                                       | 15. Louisa Jane Russell                                |                                                |  |  |       |  |  |                                              |  |  |                       |  |